# Góra (gemeente)
De gemeente Góra (Duits: Guhrau) is een stad- en landgemeente in het Poolse woiwodschap Neder-Silezië, in powiat Górowski.
De zetel van de gemeente is in Góra.
Op 30 juni 2004 telde de gemeente 20 919 inwoners.

## Oppervlakte gegevens
In 2002 bedroeg de totale oppervlakte van gemeente Góra 268,74 km², waarvan:
- agrarisch gebied: 66%
- bossen: 23%

De gemeente beslaat 36,41% van de totale oppervlakte van de powiat.

## Demografie
Stand op 30 juni 2004:
| Omschrijving                   | Totaal | Totaal | Vrouwen | Vrouwen | Mannen | Mannen |
| ------------------------------ | ------ | ------ | ------- | ------- | ------ | ------ |
| eenheid                        | aantal | %      | aantal  | %       | aantal | %      |
| inwoners                       | 20 919 | 100    | 10 682  | 51,1    | 10 237 | 48,9   |
| bevolkingsdichtheid (inw./km²) | 77,8   | 77,8   | 39,7    | 39,7    | 38,1   | 38,1   |

In 2002 bedroeg het gemiddelde inkomen per inwoner 1143,45 zł.

## Administratieve plaatsen (sołectwo)
Borszyn Mały, Borszyn Wielki, Bronów, Brzeżany, Chróścina, Czernina, Czernina Dolna, Czernina Górna, Glinka, Gola Górowska, Grabowno, Jastrzębia, Kłoda Górowska, Kruszyniec, Ligota, Łagiszyn, Nowa Wioska, Osetno, Osetno Małe, Polanowo, Radosław, Rogów Górowski, Ryczeń, Sławęcice, Stara Góra, Strumienna, Strumyk, Sułków, Szedziec, Ślubów, Wierzowice Małe, Wierzowice Wielkie, Witoszyce, Włodków Dolny, Zawieścice.

## Aangrenzende gemeenten
Bojanowo, Jemielno, Niechlów, Rydzyna, Święciechowa, Wąsosz